# Bitwa nad rzeką Sobat
Bitwa nad rzeką Sobat – starcie między bojówkami plemienia Nuerów, a armia sudańską odpowiedzialną za transport żywności rzeką Sobat. Do ataku bojowników doszło 12 czerwca 2009 roku.

## Tło
Konflikt pomiędzy plemionami nomadów narastał z powodu kurczących się zasobów naturalnych. Plemiona rywalizowały ze sobą o miejsca na pastwiska dla zwierząt, a także o wodę pitną. Obszar Kordofanu Południowego został dodatkowo dotknięty suszą. W 2005 roku na tym terenie skończyła się długa wojna domowa. Dodatkowo rejon był zdestabilizowany konfliktem w Darfurze.
Drobne walki wybuchały już na początku 2009 roku. W wyniku nich zginęło ok. 900 cywilów Do dużego starcia doszło 26 maja 2009, kiedy to 2000 bojowników na koniach z plemienia Rizeigat zaatakowała Misseriya pod wsią Majram.
Po ulewnych opadach deszczów drogi w Południowym Sudanie były zalane i jedyna drogą transportu pomocy dla mieszkańców Południa Sudanu była rzeka.

## Bitwa
Konwój ONZ składający się z 27 barek płynął rzeką Sobat z Nasir do Akobo w Południowym Sudanie pod granicą z Etiopią. Konwój działających pod auspicjami ONZ, Światowego Programu Żywnościowego (WFP) miał nieść pomoc dla od 18 000 do 135 000 osób przesiedlonych w wyniku walk plemiennych, które pochłonęły setki ofiar.
Transport został zatrzymany 12 czerwca ok. 10-20 mil na północ od Nasir przez członków plemienia Jikany Nuer. Zażądali przeszukania barek, w celu dowiedzenia się czy nie jest tam transportowana broń dla Lou Nuer, wrogów Jikany Nuer. Mimo iż nie znaleźli broni i amunicji otworzyli ogień. Konwój próbował kontynuować podróż, lecz wywiązała się walka z żołnierzami sudańskimi. W wyniku walki zginęło 40 żołnierzy SPLA, a 30 odniosło rany. Rannych przewieziono do szpitala w Nasir prowadzonego przez Lekarzy bez Granic.
Dzień później okazało się, że zatopiono aż 735 ton żywności.